# Nouvelia nigeriensis
Nouvelia nigeriensis är en kräftdjursart som först beskrevs av O. Tattersall 1957.  Nouvelia nigeriensis ingår i släktet Nouvelia och familjen Mysidae. Inga underarter finns listade i Catalogue of Life.